# Château de Sainte-Hermine
 (mai 2010).
Si vous disposez d'ouvrages ou d'articles de référence ou si vous connaissez des sites web de qualité traitant du thème abordé ici, merci de compléter l'article en donnant les références utiles à sa vérifiabilité et en les liant à la section « Notes et références ».
Le château de Sainte-Hermine est un château situé à Sainte-Hermine, en Vendée. Le château a traversé les siècles, du Moyen Âge jusqu'à nos jours.

## Histoire
« Vostre domayne de Sainte Hermine est un fort domayne, monseigneur ; mais la résidence n'est pas plaisante pour vos officiers, que certains de l'endroit, trop gastés d'aisance et de meschant esprit rébelle, ne veulent honorer selon leurs condition et estat. Je ne suis pas assuré que vostre personne fust estimée d'eux ce qu'on doibt à son légitime seigneur. »

— Lettre du sénéchal Chevallereau au marquis de Dangeau, seigneur de Sainte Hermine, le 10 février 1663.

### Le haut Moyen Âge
Jusqu’au Xe siècle, seules les localités de Theodericiacum (aujourd'hui commune de Thiré) et du Langon, avaient de l’importance, c’est à peine si Sainte-Hermine était composée d’une ferme et de quelques cabanes, ce siècle vient tout changer. En effet, une tour est construite au bout de la langue de terre que la rivière enceignait de trois côtés (au milieu du château actuel) et dont on complète la défense à l’aide d’une tranchée qui permet à l’eau de circuler à l’entour. 
Dans ces temps de désordre et d’invasion, chacun avait besoin d’appui, les cabanes des serfs, les maisons des colons libres et des artisans venaient se grouper à l’abri des hautes murailles des châteaux et sous la protection des gens d’armes. C’est ce qui se produisit à Sainte-Hermine. À peine cette forteresse fut-elle achevée, qu’on vint de toutes parts se mettre sous sa protection, et qu’elle eut bientôt une importance considérable s’étendant sur toutes les paroisses environnantes, entre le Lay et le Marais. Du coup Thiré rentra dans la clientèle du propriétaire du château. C’est que cette localité et bien d’autres, dépourvues de points défendables, n’offraient plus de sécurité à leurs habitants, qui durent, en présence de dangers renouvelés chaque jour, solliciter un appui étranger.

### De Saint-Hermand à Sainte-Hermine
La seigneurie de Sainte-Hermine remonte probablement au XIIe siècle, le premier seigneur connu était un certain Pierre Troncas. De cette époque, la généalogie des seigneurs semble obscure. La seigneurie se précise à partir de 1170, avec le seigneur Hervé de Mareuil.
Vers 1120, le prieuré Saint-Hermand est construit avec son église, dont les vestiges sont visibles en face de la place Clemenceau. Cette édification est demandée par le Seigneur de la Réorthe qui était également seigneur de cette terre alors nommée Saint-Hermand. On peut supposer qu'avant cette époque il existait déjà un château à motte. L'église remplace peut être une autre plus ancienne.  L'église Saint-Hermand est détruite en 1263 par un incendie, probablement accidentel, et elle a dû être reconstruite. Plus tard, vers 1568, les protestants vont se venger sur le faubourg Saint-Hermand et incendier le village. Le clocher de l'église Saint-Hermand va brûler. Lors de la Révolution, l'église est vendue comme bien national. Au tout début du XIXe siècle, le calme étant à peu près revenu, l'église Saint-Hermand revient de nouveau au culte. Mais en 1808, elle est abandonnée après la fusion de Saint-Hermand avec Sainte-Hermine. Enfin, vers 2010-2013, des travaux de remise en valeur sont effectués, des murs sont démolis et les arrachements de voûte sont restaurés.                                                   
La forteresse s’appelait en ce temps-là, la tour et/ou château de Saint-Hermand. À partir du XIVe siècle, le château et le bourg le plus près se font appeler Sainte-Hermine  alors que le bourg établi autour du prieuré Saint-Hermand garde cet ancien nom. Le nom de Sainte Hermine proviendrait de l'ancienne chapelle castrale dédiée à sainte Irmine qui devint église paroissiale. Avant le XIVe siècle, la seule église du bourg était dédiée à Sancti Hermetis (saint Hermand). Il reste quelques vestiges de cette petite église, situés place Clemenceau.
Bien des années plus tard, au XIVe siècle, la chapelle du château fut érigée en paroisse, sous le vocable de Sainte-Hermine. Ce changement de saint patron fut effectué par le seigneur du château, pour une raison que l’on ignore. Le bourg le plus proche du château prit donc le nom de Sainte-Hermine et la partie du bourg la plus éloignée garda le nom de Saint-Hermand. Il fallut attendre la Révolution pour voir notre ville de nouveau réunie. En effet, la commune de Saint-Hermand disparut le 5 fructidor an VIII, (le 24 août 1800). Un décret impérial la raya de l’existence.

### De prestigieux propriétaires
La liste des seigneurs de Saint-Hermand, puis Sainte-Hermine, ne remonte pas au-delà du début du Xe siècle. Le premier connu se nommait Pierre Troncas, vint ensuite les familles de Chabot, puis Lusignan, dont Geoffroy Ier de Lusignan. En 1270, Eustache de Lusignan apporte le château en dot à Dreux de Mello. Jeanne, petite-fille d’Eustache, le reçoit en dot le jour de son mariage avec Raoul de Brienne, comte d’Eu et connétable de France. 
Leur fils Raoul II de Brienne, qui naquit au château de Saint-Hermand se vit élever au rang de connétable en 1344, après que son père eut perdu la vie dans un tournoi.
Par succession, le château passa à Marie de Sully, qui eut trois époux : Charles de Berry, comte de Montpensier, Guy VI de La Trémoille, de qui elle eut un fils, puis Charles d'Albret, connétable de France, qui éleva celui-ci.
Le château restera pendant plus d’un siècle dans la maison de La Trémoille. À la fin du XVIe siècle, Sainte-Hermine appartint à Charlotte-Catherine de La Trémoille, qui épousa le prince de Condé, beaucoup plus âgé qu’elle et grabataire. Elle sera accusée, pendant sept ans, d’avoir empoisonné son vieux mari. Le roi de Navarre est également suspecté par les calvinistes d'avoir fait tuer son rival. Son page, qui était également son amant, finira par avouer son crime. Elle est toutefois acquittée le 24 juillet 1596. 
Très discréditée par cette aventure, elle vend la baronnie de Sainte-Hermine à François des Nouhes, chef calviniste, compagnon du roi Henri IV, chevalier des Ordres du roi, lieutenant général des armées du roi et gouverneur de Fontenay-le-Comte. Celui-ci marie son fils Jacques avec Anne de Mornay, fille du vieux compagnon d’Henri IV, connu sous le nom de « Pape des protestants ». Le roi Henri IV dote les époux et Jacques des Nouhes reçoit le titre de marquis (celui qui est aux marches du royaume) et surtout il devient gouverneur du Bas-Poitou. Poussés par Philippe Duplessis-Mornay (qui indiquera dans deux de ses testaments vouloir être enterré à Sainte-Hermine) les jeunes époux construisent, sur le château médiéval, le château que nous connaissons maintenant (terminé en 1622).
Leur fille, seule descendante (elle perd son père et ses deux frères deux ans après l'inauguration du château par le roi Louis XIII, apporte la baronnie de Sainte-Hermine à la famille de Courcillon, marquis de Dangeau, dont les membres sont enterrés dans la chapelle du château. Leur fils, Philippe de Courcillon, baron de Sainte-Hermine, est un personnage célèbre de l'époque de Louis XIV.
Après une enfance à Sainte-Hermine, Philippe de Courcillon , baron de Sainte-Hermine et marquis de Dangeau, calviniste converti par Bossuet, accède aux honneurs de la cour de Louis XIV, grâce à sa carrière militaire. Il commence une carrière militaire en Flandres, où il servit sous Turenne en 1657. Bien plus tard, en 1672, le marquis atteint l’apogée de ses gloires militaires : le roi en fait son aide de camp et lui offre le titre de colonel du Régiment du Roy (en remplacement du roi lui-même, puis aide-de-camp de roi. On le retrouve à plusieurs reprises en qualité de diplomate. Courtisan à Versailles et favori royal, il obtient fortune et renommée grâce aux jeux (reversi, trictrac, …) à la cour. Il devint conseiller d’État d’épée et achète la charge de gouverneur de Touraine en 1667. Historien officiel du roi Louis XIV, il est élu membre de l’Académie française à l’âge de trente ans sans avoir rien publié. On le reconnaît poète intime de la cour. Il accède en 1693 à la fonction de Grand Maître Général des ordres religieux, militaires et hospitaliers de Notre-Dame du Mont-Carmel et de Saint-Lazare de Jérusalem. Enfin en 1704, il est nommé membre honoraire de l’Académie des sciences.
Par ailleurs, dans son éloge funèbre de cette même Académie (1720), Fontenelle rapporte ses exploits au jeu à la cour : « … il divertissoit les Reines, et égayoit leur perte. Comme elle alloit à des sommes assés fortes, elle déplut à l’économie de M. Colbert, qui en parla au Roy, même avec quelque soupçon. Le Roy trouva moyen d’être un jour témoin de ce jeu, et placé derrière le marquis de Dangeau sans en être aperçu. Il se convainquit par lui-même de son exacte fidélité, et il fallut le laisser gagner tant qu’il vouloit ».
Le marquis de Dangeau marie sa fille avec Charles d'Albert, duc de Picquigny, qui hérite du château. Le château passe ensuite dans les mains de leur fils Marie, Charles, Louis d’Albert duc de Monfort, de Chevreuse, duc de Luynes, Pair de France, Prince de Neufchâtel, Marquis de Saissac et de Dangeau, comte de Tours et de Dunois, baron de Sainte-Hermine, colonel général des Dragons, gouverneur et lieutenant général pour le Roi de la Ville, prévôté et vicomté de Paris. Puis le fils de ce dernier, Charles d'Albert duc de Luynes vend le château à Louis-Constantin Joussaume, marquis de La Bretesche et vicomte de Tiffauges, maréchal de camp. 
Le château est abandonné pendant la période de la Révolution, un Herminois venant prendre toutes les huisseries. La commune de Sainte-Hermine voit passer pendant ces années de troubles, les troupes bleues et les troupes blanches. C'est d'ailleurs le 13 août 1793 que l'ensemble des généraux vendéens (sous le commandement de Maurice d'Elbée et en présence de François Athanase Charette de La Contrie) se réunissent à l'auberge du Bon Pasteur afin de préparer l'attaque de la ville de Luçon.
Après la Révolution, le château passe par héritage à Marie-Charles de La Ville de Férolles, marquis des Dorides, gendre de marquis de La Bretesche, puis au comte Charles-Henri de La Poëze, époux de Caroline de La Ville de Férolles des Dorides. Sous le Second Empire, le comte Olivier de La Poëze est le maire et conseiller général de Sainte-Hermine, député de la Vendée et chambellan de l'Empereur Napoléon III.
Puis le château est vendu en 1877 à la famille Michelon-Landois-Buet. Armand Landois est maire de Sainte-Hermine et réalise un certain nombre de modifications dans le château. C'est son arrière-petit-fils François Buet qui vend le château en 1976 à Claude et Jeanne de La Tour de Saint Lupicin. En décembre 1998, leur gendre Laurent Poultier du Mesnil reprend le château, où il organisera le festival de l'Histoire de France de Sainte-Hermine.

### De prestigieux visiteurs

#### Philippe III dit le Hardi
Le premier connu fut Philippe III dit le Hardi, fils de Saint Louis, qui rentrant des croisades où son père venait de mourir, perdit dans une tempête plusieurs membres de sa famille, parmi lesquels son épouse et son oncle le comte de Poitiers. Héritant de ce comté, qui fut directement rattaché au royaume de France, le roi entreprit un voyage dans sa province, visitant les plus grands seigneurs de la région. C’est ainsi qu’il vint à Sainte-Hermine en mars 1272.

#### Henri IV
L’histoire nous apprend que le roi Henri IV vint plusieurs fois au château de Sainte-Hermine, en mémoire de ses passages, une des rues de la commune reçut le nom de rue du Béarnais. En effet, c'est tout d'abord en janvier 1589, qu'…Henry IV, après s'être emparé du château de La Garnache et ensuite de Niort, qu'il prit par escalade à la suite d'un combat sanglant, se rendit à Sainte-Hermine, en bas Poitou… il y resta quelques jours, puis…apprenant que La Garnache était assiégée par le duc de Nevers, il partit de Sainte-Hermine…. Quelques années plus tard, le 12 septembre 1598, François des Nouhes, compagnon du roi Henri IV, racheta le château. Ce dernier avait pris part, au côté du Béarnais, aux sièges de Fontenay, Luçon, Montaigu et participa à la grande victoire de Pirmil. Le roi le récompensa en le nommant chevalier des ordres du roi, gouverneur de Fontenay-le-Comte et lieutenant général des armées du roi. Le roi vint rendre visite à son compagnon et aimait à « forcer le lièvre » dans la baronnie de Sainte-Hermine.
Il s'agit du dernier visiteur royal du vieux château fort, car la forteresse est en partie transformée au début du règne de Louis XIII.

#### Louis XIII à Sainte-Hermine
…parti de d'Apremont le mardi 19 avril 1622, à huit heures du matin, le roi Louis XIII se dirigeait sur  Fontenay, par Aizenay, La Roche-sur-Yon et La Chaize-le-Vicomte, et arrivait à Sainte-Hermine avec une nombreuse escorte… La maitresse du lieu, Madame de La Tabarière, fille de Philippe Duplessis-Mornay, conseiller du roi, en l'absence de son mari Jacques des Nouhes, retenu avec son beau-frère à La Forêt-sur-Sèvre, fit avec distinction les honneurs de la baronnie à tous ces hôtes de haute marque. Jacques des Nouhes, protestant lui aussi, fut gouverneur du Bas-Poitou et marquis, fils de François des Nouhes, compagnon d’Henri IV, lieutenant général des armées, gouverneur de Fontenay-le-Comte et grand-maître des ordres du roi. Cette appartenance au protestantisme explique la rigueur et la sobriété de la construction du château, qui venait d’être achevé deux ans plus tôt (1620) par l'architecte fontenaisien Mathurin Bernard (on peut apercevoir sur la façade nord du château, une pierre sculptée indiquant le nom de l'architecte, ses symboles et la date de construction). Le roi Lous XIII resta au château jusqu'au 22 avril 1622.
Le contexte historique en était le suivant : …Benjamin de Rohan, chef rebelle et parjure des huguenots, venait, à la tête de son armée, de mettre à feu et à sang tout le pays, depuis Nantes jusqu'aux Sables. Le roi Louis XIII, pour en finir d'un seul coup avec les Réformés, descendit en personne, suivi de plusieurs membres de la famille royale (le prince de Condé, commandant en chef des armées du royaume, Antoine de Bourbon, gouverneur de Bretagne, Nicolas de Bourbon, grand-prieur de France, le duc d'Orléans-Longueville), des principaux illustrations militaires du royaume (les maréchaux de Vitry, de L'Hospital et de Praslin), de deux princes de l'Église (Henry de Gondy, cardinal de Retz et l'archevêque de Reims), du gouverneur du Bas-Poitou (Gabriel des Roches-Baritaud). Cette puissante mise en scène avait pour but d'impressionner les huguenots et d'épargner le sang des sujets égarés….

Le jeune roi (il avait tout juste 21 ans), suivi de sa cour fit avec distinction les honneurs de sa maison, vint attacher le bouquet au faîte du nouvel édifice (vraisemblablement en haut du pavillon que l’on peut apercevoir du chemin communal qui longe le château).
En 2004, les propriétaires découvrent la « chambre qui avait accueilli le roi Louis XIII ». C'est en effet en dégageant, dans la chambre située au-dessus du porche d'entrée, une cheminée Louis XIII, masquée par un mur, qu'il trouve des restes de peintures murales (peinture bleue et fleurs de lys). En 2008, après intervention de la Direction régionale des Affaires culturelles, les murs ont été dégagés, les peintures fixées et les fragments restants ont montré clairement l'aménagement d'une chambre peinte en bleu et fleurdelisée. Sur un mur figurent également les attributs royaux (couronne, sceptre et mains de justice, sabre, etc.). Ce décor unique a été inscrit, comme l'ensemble du site, à l'inventaire supplémentaire des Monuments Historiques.

## Architecture

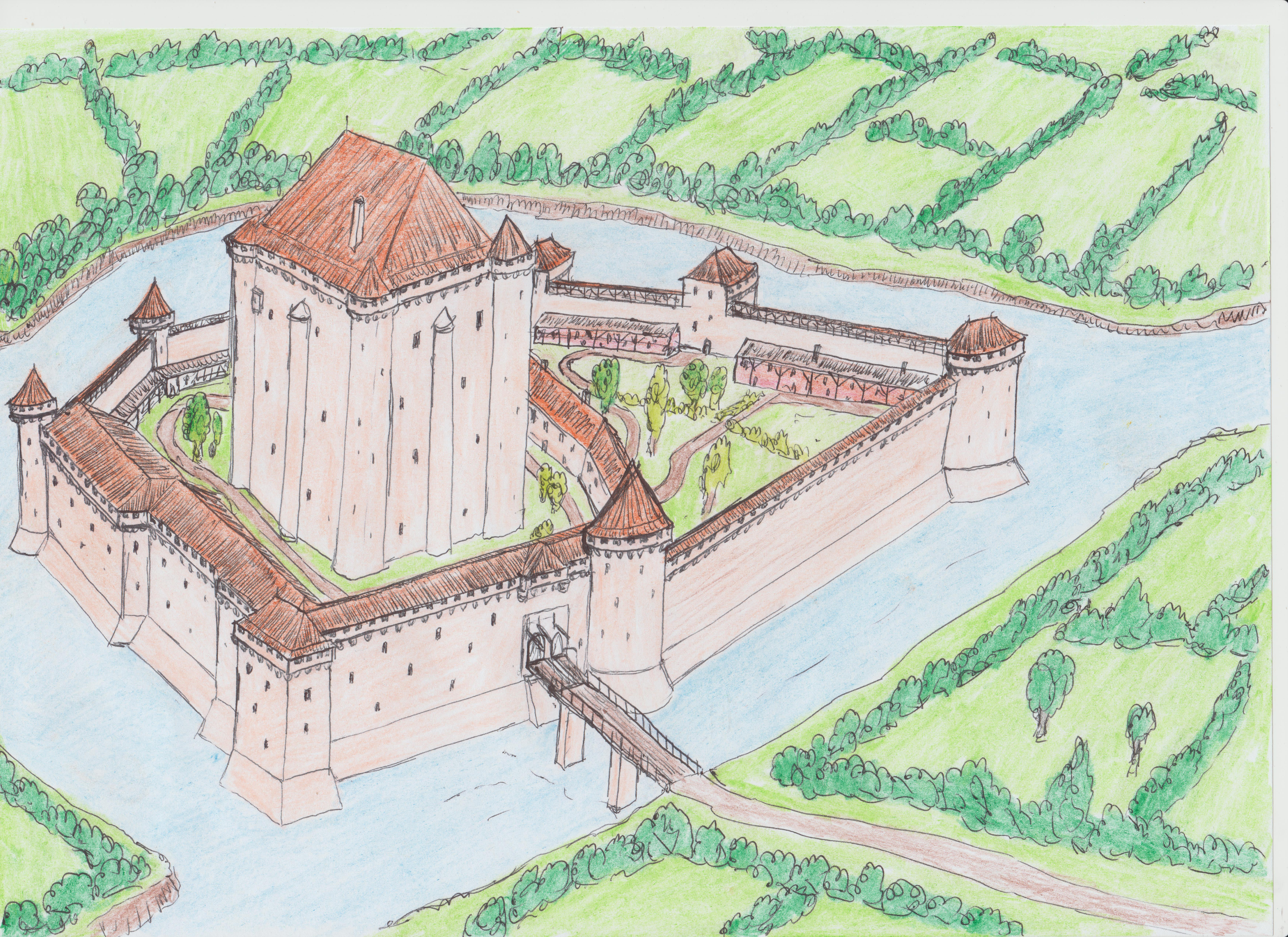
Château fort de Sainte-Hermine, reconstitution hypothétique de son allure vers le XVe siècle.

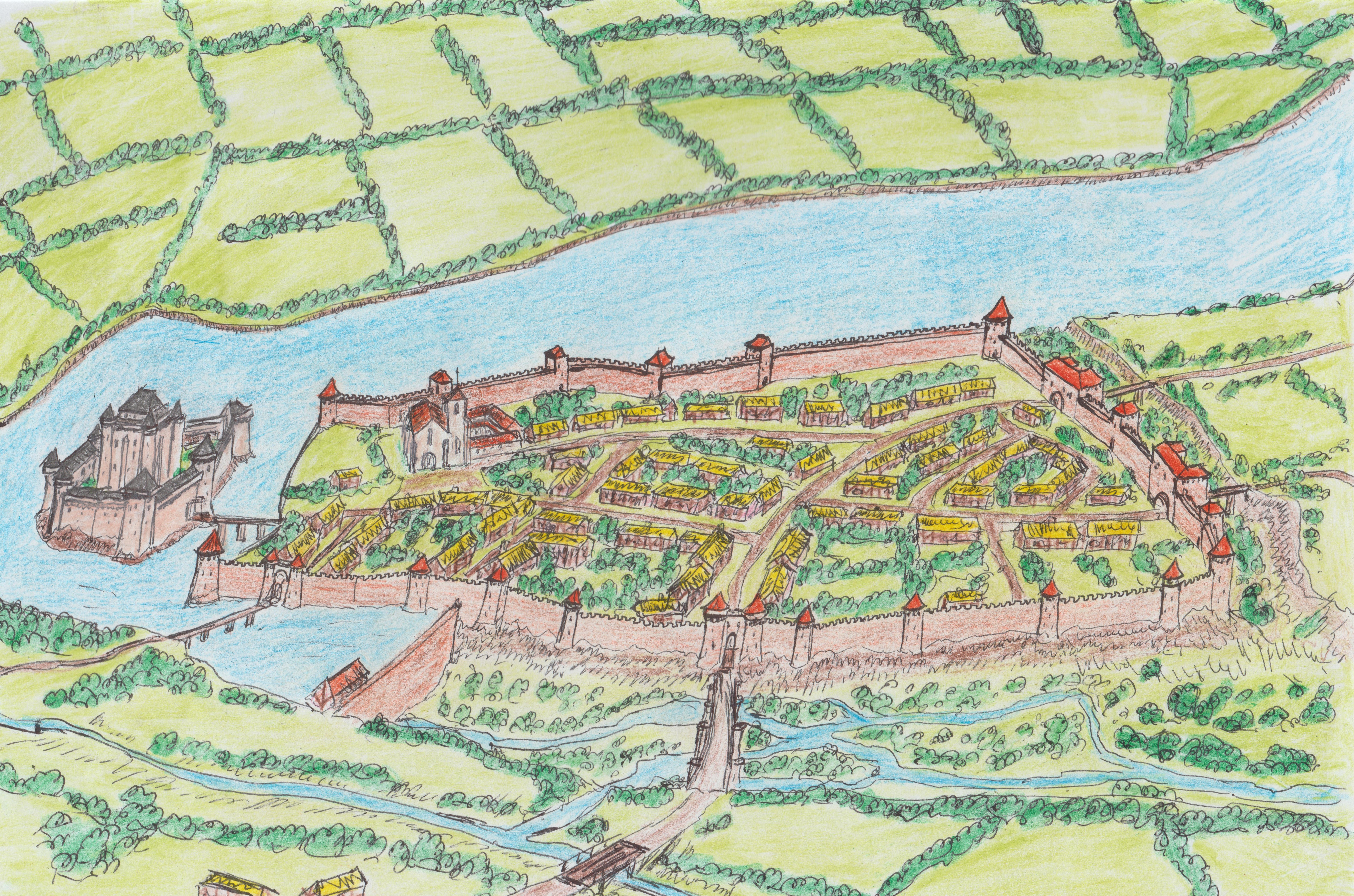
La ville de Sainte Hermine et ses fortification telles qu'elles auraient pu apparaître à la fin du Moyen-Age.

La tour en éperon, dite Tour à Bernard, date de la fin du XIIIe siècle. 
L'ancien château fort du XIVe siècle a été reconstruit au début du XVIIe siècle et malgré les transformations du XIXe siècle, l'intérieur conserve ses cheminées et des décors peints du début du XVIIe siècle.
Au XVIIe siècle, il fut remanié, à l'époque de Louis XIII. À toutes les époques, il reçut la visite de personnages très importants, tels que le roi Philippe III le Hardi, le roi Henri IV, le roi Louis XIII...
Le château et l'ancienne motte féodale, en totalité ont été inscrits à l'Inventaire supplémentaire des monuments historiques, par arrêté du 17 février 2005
La cité étant un siège de baronnie, elle était très probablement entourée de remparts, et des noms de rues comme la rue de la douve, rue du pont lévis, rue des vieilles douves et petite rue de la porte de la grande bodinier.

### Sources et bibliographie
- Guy de Raigniac, De châteaux en logis, itinéraires des familles de la Vendée, éditions de Bonnefonds, 1993